# 第62回日劇學院賞
←第61回 - 第62回 - 第63回→
第61回日劇學院賞，針對2009年7月到9月在日本播出的連續劇做出投票與評比。

## 最優秀作品賞
1. 零秒出手
2. 俠義看護
3. 急症群英4

- 讀者票：1.零秒出手；2.俠義看護；3.MR.BRAIN
- 記者票：1.零秒出手；2.急症群英4；3.俠義看護
- 評審票：1.急症群英4；2.俠義看護；3.零秒出手

## 主演男優賞
1. 草彅剛（俠義看護）
2. 山下智久（零秒出手）
3. 佐藤浩市（官僚們的夏天）

- 讀者票：1.草彅剛（俠義看護）；2.山下智久（零秒出手）；3.木村拓哉（MR.BRAIN）
- 記者票：1.佐藤浩市（官僚們的夏天）；2.山下智久（零秒出手）；3.草彅剛（俠義看護）
- 評審票：1.草彅剛（俠義看護）；2.佐藤浩市（官僚們的夏天）；3.江口洋介（救命病棟24時）

## 主演女優賞
1. 松嶋菜菜子（救命病棟24時4）
2. 多部未華子（翼）
3. 福田沙紀（女僕刑事）

- 讀者票：1.松鳩菜菜子（救命病棟24時4）；2.多部未華子（翼）；3.澤口靖子（科搜研之女9）
- 記者票：1.松鳩菜菜子（救命病棟24時4）；2.多部未華子（翼）；3.櫻庭奈奈美（我要上天空）
- 評審票：1.松鳩菜菜子（救命病棟24時4）；2.多部未華子（翼）；3.福田沙紀（女僕刑事）

## 助演男優賞
1. 堺雅人（官僚們的夏天）
2. 錦戸亮（雙頭犬）
3. 中山裕介（急症群英4）

- 讀者票：1.錦戶亮（雙頭犬）；2.溝端淳平（零秒出手）；3.水嶋斐呂（MR. BRAIN）
- 記者票：1.堺雅人（官僚們的夏天）；2.錦戶亮（雙頭犬）、中山裕介（救命病棟24時）
- 評審票：1.高橋克實（官僚們的夏天）；2.中山裕介（救命病棟24時）；3.水嶋斐呂（MR. BRAIN）

## 助演女優賞
1. 黑木美沙（俠義看護）
2. 北川景子（零秒出手）
3. 相武紗季（零秒出手）

- 讀者票：1.黒木美沙（俠義看護）；2.北川景子（零秒出手）；3.綾瀨遙（MR. BRAIN）
- 記者票：1.相武紗季（零秒出手）；2.北川景子（零秒出手）、黒木美沙（俠義看護）
- 評審票：1.黒木美沙（俠義看護）；2.北川景子（零秒出手）、綾瀨遙（MR. BRAIN）

## 其他獎項

### 監督賞
1. 平野俊一、大岡進、松田禮人（官僚們的夏天）
2. 永山耕三、西浦正記（零秒出手）

### 腳本賞
1. 大森美香（零秒出手）
2. 古家和尚（俠義看護）
3. 二木洋樹、一色伸幸、高山直也、林誠人（急診室女醫生2）

### 主題曲賞
- B'z「一部分與全部」（零秒出手）

### 特別賞（電視賞）
- 從缺